# Akhnoor
Akhnoor là một thị xã và là nơi đặt ủy ban khu vực quy hoạch (notified area committee) của quận Jammu thuộc bang Jammu và Kashmir, Ấn Độ.

## Nhân khẩu
Theo điều tra dân số năm 2001 của Ấn Độ, Akhnoor có dân số 10.770 người. Phái nam chiếm 53% tổng số dân và phái nữ chiếm 47%. Akhnoor có tỷ lệ 76% biết đọc biết viết, cao hơn tỷ lệ trung bình toàn quốc là 59,5%: tỷ lệ cho phái nam là 80%, và tỷ lệ cho phái nữ là 73%. Tại Akhnoor, 11% dân số nhỏ hơn 6 tuổi.